# Intermezzo (film, 1936)
Intermezzo är en svensk dramafilm från 1936 i regi av Gustaf Molander. I huvudrollerna ses Gösta Ekman, Ingrid Bergman och Inga Tidblad.

## Handling
När den världsberömde violinisten Holger Brandt återvänder hem från sin världsturné får han träffa sin dotters pianolärarinna, den unga och söta Anita Hoffman. Holger dras genast till henne och han bestämmer sig senare för att lämna sin hustru och ta Anita med sig på sin nästa världsturné.

## Om filmen
Intermezzo hade premiär 16 november 1936. Filmen blev inspelad med samma titel, Intermezzo, 1939 i USA med Ingrid Bergman och Leslie Howard i Gösta Ekmans roll.

## Rollista (i urval)
- Gösta Ekman d.ä. - Holger Brandt
- Inga Tidblad - Margit Brandt
- Ingrid Bergman - Anita Hoffman
- Erik Berglund - Charles Möller, impressario
- Hugo Björne - Thomas Stenborg, Holgers vän och ackompanjatör
- Anders Henrikson - sjöman i Paris
- Hasse Ekman - Åke Brandt
- Britt Hagman - Ann-Marie Brandt
- Emma Meissner - Greta, Thomas hustru
- Ingrid Sandahl - fru Lindberg, gäst på Ann-Maries födelsedagskalas
- Margarete Orth - Marie, den lilla tyska flickan
- George Fant - gäst på Ann-Maries födelsedagskalas
- Millan Bolander - Emma, Brandts hembiträde
- Carl Ström - kaptenen på Kungsholm
- Folke Helleberg - journalist vid presskonferensen på Kungsholm
- Helge Mauritz - journalist vid presskonferensen på Kungsholm
- Eric von Gegerfelt - journalist vid presskonferensen på Kungsholm
- Emil Fjellström - chauffören som kör på Ann-Marie[6]

## Musik i filmen
- Intermezzo (Provost) (Souvenir de Vienne), kompositör Heinz Provost, framförs av Charles Barkel som dubbar Gösta Ekmans violinspel och Stina Sundell som dubbar Ingrid Bergmans pianospel
- Ballad, nr 3, op. 47, Ass-dur, kompositör Frédéric Chopin, instrumental.
- Stycke, piano, op. 32. Frühlingsrauschen, kompositör Christian Sinding framförs nynnande av Ingrid Bergman och Stina Sundell som dubbar Ingrid Bergmans pianospel
- Wiener Bonbons, op. 307, kompositör Johann Strauss d.y., instrumental
- Konsert, violin, orkester, nr 2, kompositör Hilding Rosenberg, instrumental
- Lieb Minchen, kompositör Andreas Wiegand, instrumental
- Sehnsucht nach Tirol, instrumental, framförs på cittra
- En gång i bredd med de, instrumental
- Prométée enchaîné, kompositör Jules Buisson, instrumental
- Sonat, violin, BWV 1001, g-moll, kompositör Johann Sebastian Bach, instrumental
- Symfoni, nr 6, op. 74, h-moll (Pathétique), kompositör Pjotr Tjajkovskij, instrumental
- Wiegenlied, op. 98, nr 2 (Vaggsång), kompositör Franz Schubert, instrumental[7]

## DVD
Filmen finns utgiven på DVD.